# Xanthoparmelia swartbergensis
Xanthoparmelia swartbergensis är en lavart som beskrevs av Hale. Xanthoparmelia swartbergensis ingår i släktet Xanthoparmelia och familjen Parmeliaceae.   Inga underarter finns listade i Catalogue of Life.